# GNU Core Utilities
GNU Core UtilitiesまたはCoreutilsはUnix系のOSで中核をなすcat、ls、rmなどのユーティリティのプログラム群、ないし、その開発とメンテナンスを行うGNUプロジェクトのサブプロジェクトである。以前はfileutils、textutils、shellutilsに分かれていた。

## 特徴
Coreutilsのプログラムはシェルに入力する事で利用できる。一例としてrmコマンドは引数で与えられたファイルを削除する。これらプログラムは単一でも動作可能だが、パイプで複数組み合わせる事で、複雑な処理も可能である。

## オプション
Coreutilsに含まれるコマンドに共通のオプションとして、以下のものがある。
- --help そのコマンドのヘルプを表示する
- --version バージョンを出力する
- -- これ以降の引数をオペランドとして扱う。

Coreutilsコマンドは、環境変数POSIXLY_CORRECTが定義されていないかぎり、引数がどのような順序で書かれていても、オプションを先に解釈し、オペランドを後で解釈する。例として "ls /usr -l" と "ls -l /usr" は同じ結果を返す（UNIXのツールでは、このような場合のふるまいはまちまちであることが多い）。

## コマンド
Coreutilsにはバージョン5.2.1の段階で以下のコマンドが含まれる:
File Utilities
- chgrp ファイルの所有グループを変更する
- chown ファイルの所有者を変更する
- chmod ファイル、またはディレクトリのアクセス権を変更する
- cp ファイル、またはディレクトリをコピーする
- dd ファイルのコピーと変換を行う
- df ディスクの空き容量を表示する
- dir lsと同等
- dircolors lsの表示色を設定する
- install ファイルをコピーし、属性を設定する
- ln リンクを作成する
- ls ディレクトリに含まれるファイル一覧を表示する
- mkdir ディレクトリを作成する
- mkfifo FIFO(名前付きパイプ)を作成する
- mknod 特殊ファイル(デバイスファイルなど)を作成する
- mv ファイルを移動する
- rm ファイルを削除する
- rmdir 空のディレクトリを削除する
- shred ファイルの内容を破壊し、復旧できなくする
- sync ファイルのキャッシュを物理的に書き込む
- touch ファイルの時刻を変更する
- vdir 詳細なディレクトリ内容を表示する(ls -lと同等)

Text utilities
- cat ファイルの中身を表示する、またはファイルを連結して表示する
- cksum ファイルのチェックサムとファイルサイズを計算する
- comm 2つのファイルについて行ごとに比較する
- csplit ファイルを文脈ベースで分割する
- cut 各行から選択した部分を表示する
- expand タブをスペースに変換する
- fmt テキストを段落に整形する
- fold 入力行を指定された幅にあわせて折りたたむ
- head ファイルの最初の部分を表示する
- join 二つのファイルを読み、フィールドが共通な行を結合する
- md5sum MD5 ハッシュチェックサムを計算・チェックする
- nl 行番号を付けてファイルを出力する
- od ファイルを 8 進数 (または他の形式) で出力する
- paste ファイルを行単位でマージする
- pr 印刷用にファイルのページづけ・段組みを行う
- ptx 整列済み索引を作成する
- sha1sum SHA-1 ハッシュチェックサムの計算と検証を行う
- sort テキストファイルを行単位でソートする
- split ファイルを決まった大きさに分割する
- sum チェックサムとブロック数を表示する
- tac ファイルを結合して逆順に表示する
- tail ファイルの末尾の部分を表示する
- tr 文字の変換・削除や、連続する文字の圧縮を行う
- tsort 有向グラフのトポロジカルなソートを行う
- unexpand スペースをタブに変換する
- uniq ソートされたファイルから重複する行を削除する
- wc ファイルのバイト数・単語数・行数を表示する

Shell utilities
- basename ファイル名からディレクトリと拡張子を取り去る
- chroot ルートディレクトリを変更する
- date 現在のOS日時を表示、または変更する
- dirname パスからディレクトリ名以外の部分を除去する
- du ファイルのディスク使用量を見積もる
- echo 1行のテキストを表示する
- env 環境変数を一時的に設定、または表示する
- expr 式を評価する
- factor 数値を素因数分解して素数の約数を表示する
- false 何もせずに失敗の値を返す
- groups ログインしているユーザーのグループを表示する
- hostid 現在のホストの識別値を表示する
- id 現在のユーザID名とグループID名を表示する
- link ファイルの新しい名前を作成する
- logname ユーザーのログイン名を表示する
- nice プロセスの優先度を変更する
- nohup ログアウト後もコマンドの実行が継続することを許可する
- pathchk ファイル名の可搬性 (portability) をチェックする
- pinky fingerコマンドの軽量版
- printenv 環境変数の全部あるいは一部を表示する
- printf データの表示形式を変換して表示する
- pwd カレントディレクトリの名前を表示する
- readlink シンボリックリンクの値を表示する
- seq 通し番号を表示する
- sleep 指定された時間休止する
- stat ファイルの状態を得る
- stty 端末の行設定を変更、表示する
- tee 標準入力から読んだ内容を標準出力とファイルとに書き出す
- test ファイル形式のチェックや値の比較を行う
- true 何もせずに成功の値を返す
- tty 端末名を表示する
- uname システムの情報を表示する
- unlink 名前を削除し、場合によってはそれが参照しているファイルも削除する
- users 現在ログインしているユーザーを表示する
- who 現在ログインしているユーザーを詳細に表示する
- whoami ユーザーのログイン名を表示する
- yes killシグナルが送られるまで文字を表示し続ける

他に、UNIXの慣例により、testの別名として [ がある。シェルのコマンドとして if [ expression ] といったように書くためのものである。